# Bermeries
Bermeries é uma comuna francesa na região administrativa de Altos da França, no departamento do Norte. Estende-se por uma área de 5.29 km². Em 2010 a comuna tinha 376 habitantes (densidade: 71,1 hab./km²).